# Ludvig Philipp
Ludvig Philipp, född 1901, död 1970, var en engelsk kompositör. Han var även verksam under namnet Ludo Philipp

## Filmmusik
- 1957 - Sommarnöje sökes
- 1957 - Klarar Bananen Biffen?
- 1957 - Johan på Snippen tar hem spelet
- 1956 – Åsa-Nisse flyger i luften
- 1954 - Flicka med melodi
- 1950 - Två trappor över gården